# Stay on My Side Tonight
| Оценки критиков | Оценки критиков |
| Источник        | Оценка          |
| --------------- | --------------- |
| AllMusic        | [ 2 ]           |
| IGN             | 6.5/10          |
| LAS Magazine    | 7/10            |

Stay on My Side Tonight — пятитрековый мини-альбом группы Jimmy Eat World физически был выпущен 4 октября 2005 года, а путём загрузки был выпущен 13 сентября 2005 года.

## Об альбоме
Stay on My Side Tonight состоит из 3 неизданных песен, первоначально записан как сборник демоверсий. Также сюда входят кавер-версия песни Half Right группы Heatmiser и ремикс на песню Drugs Or Me из предыдущего альбома группы, Futures.
Название мини-альбома взято из строки первого трека Disintegration.  Это вторая по продолжительности песня у Jimmy Eat World, после Goodbye Sky Harbor из Clarity.

## Список композиций
Все песни написаны Jimmy Eat World, кроме Half Right (автор: Эллиотт Смит).
| №  | Название                        | Длительность |
| -- | ------------------------------- | ------------ |
| 1. | «Disintegration»                | 7:44         |
| 2. | «Over»                          | 3:46         |
| 3. | «Closer»                        | 5:50         |
| 4. | «Half Right» (Heatmiser сover)  | 4:42         |
| 5. | «Drugs or Me» (Styrofoam remix) | 5:14         |